# Sexed.pl
Sexed.pl – organizacja pozarządowa o statusie organizacji pożytku publicznego. Założona w 2018 roku przez top modelkę i aktywistkę, Anję Rubik oraz psycholożkę i seksuolożkę Basię Baran, działa na rzecz upowszechniania rzetelnej edukacji seksualnej w Polsce.
Podstawową metodą działania Fundacji są stałe działania edukacyjne prowadzone we współpracy z ekspertami i ekspertkami z zakresu seksuologii, psychologii, edukacji oraz praw człowieka, za pośrednictwem digitalowych kanałów Fundacji. Ponadto organizacja prowadzi projekty czasowe: publikuje książki i artykuły eksperckie, organizuje wydarzenia kulturalne w formie wystaw i paneli dyskusyjnych, prowadzi kampanie społeczne, realizuje warsztaty.
Działalność Sexed.pl finansowana jest z darowizn osób indywidualnych oraz polskich i zagranicznych firm i instytucji. Siedziba Fundacji znajduje się w Warszawie.

## Zadania
- działalność oświatowa w zakresie rozwoju i upowszechniania wśród społeczeństwa wiedzy na temat edukacji seksualnej, psychologii, seksuologii i życia w rodzinie;
- ułatwianie dostępu społeczeństwa do materiałów edukacyjnych dotyczących wiedzy z zakresu edukacji seksualnej, psychologii, seksuologii i życia w rodzinie;
- wspomaganie, prowadzenie i promowanie działalności artystycznej polegającej na organizowaniu wydarzeń związanych z realizowanymi przez Fundację celami oraz zrzeszanie artystów w celu promowania i tworzenia warunków współpracy nad projektami dotyczącymi równouprawnienia i tolerancji;
- szerzenie idei równouprawnienia, tolerancji i empatii oraz pogłębianie świadomości społeczeństwa w tym zakresie[2].

## Projekty
- Antyprzemocowa Linia Pomocy 720 720 020: darmowy telefon dla osób, które doświadczają bądź doświadczyły przemocy w intymnej relacji, ale także do osób, które ją stosują, jak i do tych, które są jej świadkami w swoim otoczeniu. Działa od poniedziałku do niedzieli w godzinach 12–20. Wsparcia udziela zespół wyszkolonych specjalistek i specjalistów: psychologów, psycholożek, seksuologów i seksuolożek, z doświadczeniem w przeciwdziałaniu przemocy oraz w interwencji kryzysowej. Świadczona pomoc i wsparcie są anonimowe;
- Bye Bye HPV[3]: kampania edukacyjna w zakresie przeciwdziałania HPV oraz promocji szczepień profilaktycznych dla dzieci, młodzieży i dorosłych. Celem kampanii jest zwiększenie poziomu wyszczepienia, który obecnie jest najniższy w Europie i wynosi tylko 20% (w krajach o najwyższej wyszczepialności wynosi 70-90%, a średnia europejska to 40%)[4];
- HejtOut: kampania edukacyjna, której celem jest wyposażenie młodych ludzi w narzędzia i strategie pozwalające zminimalizować negatywne skutki psychologiczne wynikające z doświadczania hejtu[5];
- Lekcje bez tabu: program, w ramach którego Fundacja udostępnia nauczycielom i nauczycielkom kompletne, bezpłatne i rzetelne scenariusze lekcji o ciele i emocjach, opracowane przez ekspertów i ekspertki oraz dodatkowe szkolenia i materiały edukacyjne[6].
- Pozostałe kampanie społeczne: Cała Polska Zacznie Rozmawiać o Seksie[7], Cała Polska czyta o seksie[8], Sexed.pl x Onet Rano Challenge[9], Mamy do pogadania, Wszyscy jesteśmy sexualni;
- anonimowe i darmowe konsultacje eksperckie na kanałach mediów społecznościowych fundacji i w aplikacji Tellonym,
- live’y na kanale Fundacji na Tik Toku prowadzone przez ekspertów/ekspertki Fundacji;
- Pop-up szkoła Sexed.pl[10]
- Sexed.pl Room[11]
- Sexed.pl x LEVI’S[12]: warsztaty edukacyjne dla młodych liderów i liderek chcących realizować lokalnie projekty z zakresu edukacji seksualnej;
- Książki #SEXEDPL. Rozmowy Anji Rubik o dojrzewaniu, miłości i seksie i DORASTANIE W MIŁOŚCI, BEZPIECZEŃSTWIE I ZROZUMIENIU. PRZEWODNIK DLA RODZICÓW[13]
- Wystawa Sztuki Współczesnej Przyjemność Obcowania realizowana w Galerii Szarej w Katowicach i Krupa Gallery we Wrocławiu[14]
- Projekty modowe: Sexed.pl x Misbv x Curtis Kulig[15], Sexed.pl x Local Heroes[16]
- Projekty filmowe i fotograficzne: Sexed.pl x Vogue Polska x Ajgor Ignacy[17], Sexed.pl x Paola Kudacki x Citizens of Humanity[18], konkurs fotograficzny dla młodych talentów realizowany z Vogue Polska[19]

## Władze

### Zarząd Fundacji
- Anja Rubik – założycielka i prezeska Zarządu. W 2017 roku stworzyła kampanię edukacyjną pod nazwą SEXED.PL, której hasło brzmiało: „Cała Polska zacznie mówić o seksie”. Angażuje się w tworzenie projektów, których celem jest poprawa dostępu do edukacji seksualnej.
- Michał Wiśniewski – członek Zarządu. W fundacji odpowiada za wsparcie budowania długoterminowego partnerstwa z podmiotami zewnętrznymi oraz doradza z zakresu strategii i growth marketingu.
- Martyna Wyrzykowska – członkini Zarządu, dyrektorka zarządzająca. Koordynuje działania Fundacji w zakresie marketingu, komunikacji oraz projektów specjalnych.